# Mikołaj Kosianowicz
Mikołaj Kosianowicz (ur. 30 grudnia 1894 w Warszawie, zm. ?) – polski nauczyciel, żołnierz Legionów Polskich, porucznik rezerwy piechoty Wojska Polskiego, dziennikarz.

## Życiorys
Urodził się 30 grudnia 1894 w Warszawie. Był synem Michała i Pelagii. Przed 1914 został nauczycielem gimnazjalnym. W 1915 przebywając w Częstochowie publikował w dzienniku „Goniec Częstochowski” artykuł dotyczący historii Kalisza. Podczas I wojny światowej wstąpił do Legionów Polskich. Służył w szeregach 10 kompanii III batalionu 6 pułku piechoty w składzie III Brygady. Był członkiem-zwyczajnym Towarzystwa Muzeum Etnograficznego w Krakowie. Po odzyskaniu przez Polskę niepodległości został przyjęty do Wojska Polskiego. Odbywał służbę w Powiatowej Komendzie Uzupełnień w Chełmie. Został mianowany na stopień podporucznika z dniem 1 czerwca 1919. 29 sierpnia 1919 został przeniesiony do Dowództwa Okręgu Generalnego „Lublin”. Został awansowany na stopień porucznika rezerwy piechoty ze starszeństwem z dniem 1 czerwca 1919. W 1921 był oficerem 23 pułku piechoty we Włodzimierzu Wołyńskim, a w latach 1923, 1924 figurował jako rezerwista tej jednostki. 
W okresie II Rzeczypospolitej był dziennikarzem. W 1927 był redaktorem naczelnym wydawanego we Lwowie pisma. Publikował w „Gazecie Porannej”. Był redaktorem naczelnym czasopism „Przegląd Tarnowski” w Tarnowie (1928), „Słowo Podkarpackie” w Sanoku (1932), „Echo Polskie” w Bochni (1933).
W opublikowanym piśmie Urzędu Wojewódzkiego w Gdańsku z 15 grudnia 1948 zawiadomiono, że Mikołaj Kosianowicz, pozostając bez stałego zamieszkania, jeździ i wyłudza zapomogi pieniężne – 1 października przyjęty na kancelistę w zarządzie Miejskim w Elblągu, pobrał zaliczkę w kwocie 5000 tys. zł i zbiegł.